# Belgique aux Jeux olympiques d'été de 1932
La Belgique participe aux Jeux olympiques d'été de 1932 à Los Angeles aux États-Unis. 36 athlètes belges, 29 hommes et 7 femmes, ont participé à 10 compétitions dans 2 sports. Ils n'y ont obtenu aucune médaille.